# Baneh
Baneh este un oraș din Iran.